# Truth in the Wilderness
Truth in the Wilderness è un cortometraggio muto del 1913 diretto da Lorimer Johnston. Prodotto dalla American Film Manufacturing Company e distribuito dalla Mutual, aveva come interpreti J. Warren Kerrigan, Vivian Rich, Jack Richardson.

## Trama
Kerrigan resta in Messico per due anni e, quando torna a casa, scopre che la fidanzata si è nel frattempo sposata con un altro. Kerrigan, allora, ritorna in Messico dove trova la felicità con la ragazza che lo ha aiutato nel suo lavoro.

## Produzione
Il film fu prodotto dalla Flying A (American Film Manufacturing Company). Venne girato a Santa Barbara.

## Distribuzione
Distribuito dalla Mutual, il film - un cortometraggio in due bobine - uscì nelle sale cinematografiche statunitensi il 14 luglio 1913.